# (35502) 1998 FP41
1998 FP41 (asteroide 35502) é um asteroide da cintura principal. Possui uma excentricidade de 0.11650200 e uma inclinação de 1.55596º.
Este asteroide foi descoberto no dia 20 de março de 1998 por LINEAR em Socorro.